# Epidendrum magnibracteatum
Epidendrum magnibracteatum är en orkidéart som beskrevs av Oakes Ames. Epidendrum magnibracteatum ingår i släktet Epidendrum och familjen orkidéer.
Artens utbredningsområde är Costa Rica. Inga underarter finns listade i Catalogue of Life.